# Eduard Hamm

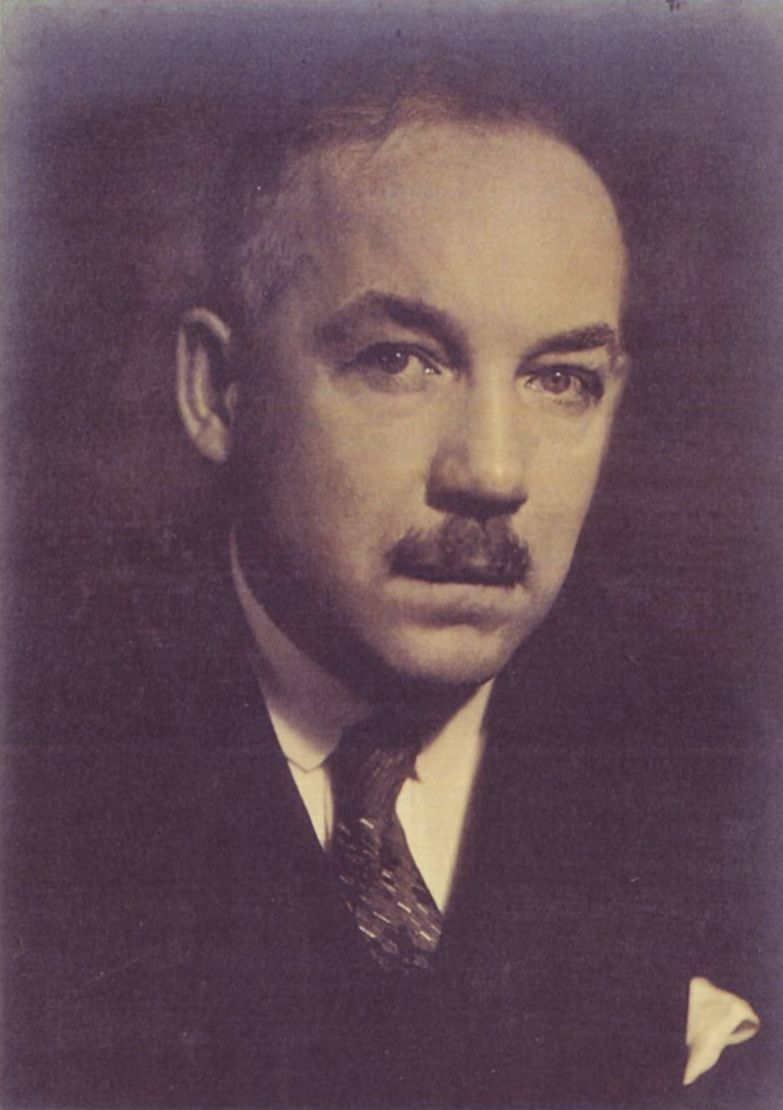

Eduard Hamm, född 16 oktober 1879, död 23 september 1944, var en tysk politiker.
Hamm gjorde karriär inom bayersk statstjänst, kom 1911 in i riksinrikesministeriet och arbetade även i Kriegsernährungsamt. Maj 1919- juli 1922 var han handelsminister i Bayern, november 1922 - augusti 1923 statssekreterare i rikskansliet under Wilhelm Cuno, samt november 1923 - januari 1925 riksekonomiminister i Erich Marx första regering. Hamm var 1920-24 medlem av riksdagen i demokratiska folkpartiet, blev december 1924 verkställande direktör för Deutscher Industrie- und Handelstag.